# Leucothyreus laticollis
Leucothyreus laticollis är en skalbaggsart som beskrevs av Hermann Burmeister 1844. Leucothyreus laticollis ingår i släktet Leucothyreus och familjen Rutelidae. Inga underarter finns listade i Catalogue of Life.